# 伊加蒂米鎮

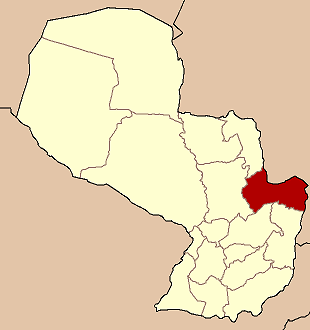

伊加蒂米鎮（西班牙語：Villa Ygatimí），是巴拉圭的城鎮，位於該國東部，由卡寧德尤省負責管轄，始建於1715年，面積1,898平方公里，海拔高度151米，2002年人口17,483，人口密度每平方公里9.21人。